# Union pour la majorité présidentielle (Djibouti)
Pour les articles homonymes, voir Union pour la majorité présidentielle.
L'Union pour la majorité présidentielle est le nom de la coalition électorale qui a remporté toutes les élections en République de Djibouti depuis 2003. Elle détient l'ensemble des sièges de l'Assemblée nationale jusqu'en 2013, et soutient le président de la République.

## Évolution
En 2003, elle regroupe le Rassemblement populaire pour le progrès, le Front pour la restauration de l’unité et la démocratie, le Parti national démocratique et le Parti populaire social démocrate. Elle obtient 62 % des voix et la totalité des 65 sièges.
En 2008, l'opposition boycotte les élections législatives ; les listes soutenues par l'Union pour la majorité présidentielle obtiennent donc à nouveau la totalité des sièges de l'Assemblée nationale.
Aux élections de 2013, elle obtient plus de 60 % des voix, un résultat contesté par l'opposition, et le système électoral lui permet d'obtenir plus de 80 % des sièges de l'Assemblée nationale.